# Etiópia hívójelkörzetei
Etiópia jelenleg (2024) nincs felosztva hívójelkörzetekre.
A Etiópia számára az ITU a 9[E..F], ET hívójelprefixet határozta meg.
| Prefix  | Körzet | Hely/jelleg | ITU zóna | CQ zóna | 1 szintű QTH lokátor |
| ------- | ------ | ----------- | -------- | ------- | -------------------- |
| ET      | [0..9] | Etiópia     | 48       | 37      | KK, LK, KJ, LJ       |
| 9[E..F] | [0..9] | Etiópia     | 48       | 37      | KK, LK, KJ, LJ       |

## Lajstromjel
Vízi és légi járművek lajstromjelezéséhez az ET prefixet használják.